# Hydropsyche acinoxas
Hydropsyche acinoxas är en nattsländeart som beskrevs av Malicky 1981. Hydropsyche acinoxas ingår i släktet Hydropsyche och familjen ryssjenattsländor. Inga underarter finns listade i Catalogue of Life.